# Change the World (canção de Eric Clapton)
"Change the World" é uma canção composta por Tommy Sims, Gordon Kennedy e Wayne Kirkptrick e conhecida internacionalmente pela gravação do cantor e compositor inglês Eric Clapton, lançada em 1996. A versão de Clapton, parte da trilha sonora do filme Phenomenon, foi produzida por Kenneth Edmonds através da Reprise/Warner Bros. Records.
O single alcançou as primeiras colocações em vinte países e liderou as paradas comerciais no Canadá e Estados Unidos, mais especificamente a Adult Contemporary e a Adult Top 40. Além disto, a canção rendeu a Clapton três categorias dos Prêmios Grammy, incluindo a de Gravação do Ano em 1997.

## Composição

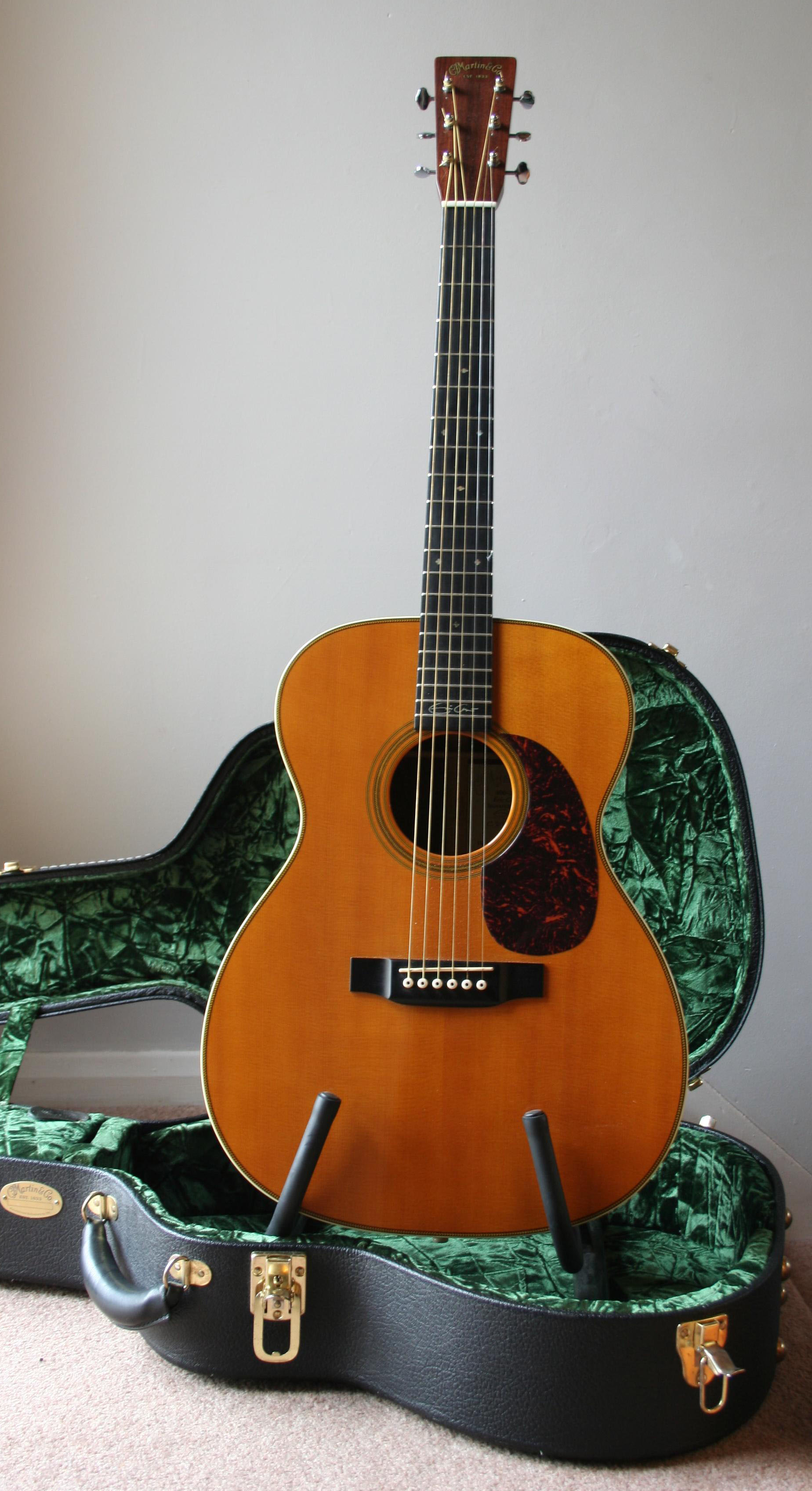
C.F. Martin 000-28EC (Eric Clapton model) Acoustic Guitar

Matthew Greenwald, do Allmusic, observa que a canção é "melódica, espirituosa e cativante" devido sua concepção basicamente folk pop e acústica. A revista Billboard considera também influências da música cristã contemporânea sobre a melodia da canção. Na canção, o eu lírico expressa seu desejo de externalizar seu amor a uma mulher anônima. Na canção, seu sentimento requer uma mudança profunda em seu estilo de vida. O compositor inglês Bernie Taupin, conhecido por sua extensa parceria com Elton John e que colaborou com ambos John e Clapton em "Runaway Train", considera-a como uma das composições que atingem grande repercussão sem uma letra ou melodia elaboradas. "O que vendeu aquela canção, eu imagino, foi a produção. E tinha uma boa melodia. Mas, eu não ouço a letra. A letra é apelativa, é uma letra ruim. Há algumas rimas realmente ingênuas. Mas, não foi isso que vendeu a canção".

## Faixas

### European CD Single
1. "Change the World" (LP Version) (3:57)
2. "Danny Boy" (Non-LP Track) (4:14)
3. "Change the World" (Instrumental) (3:57)